# Monastiraki

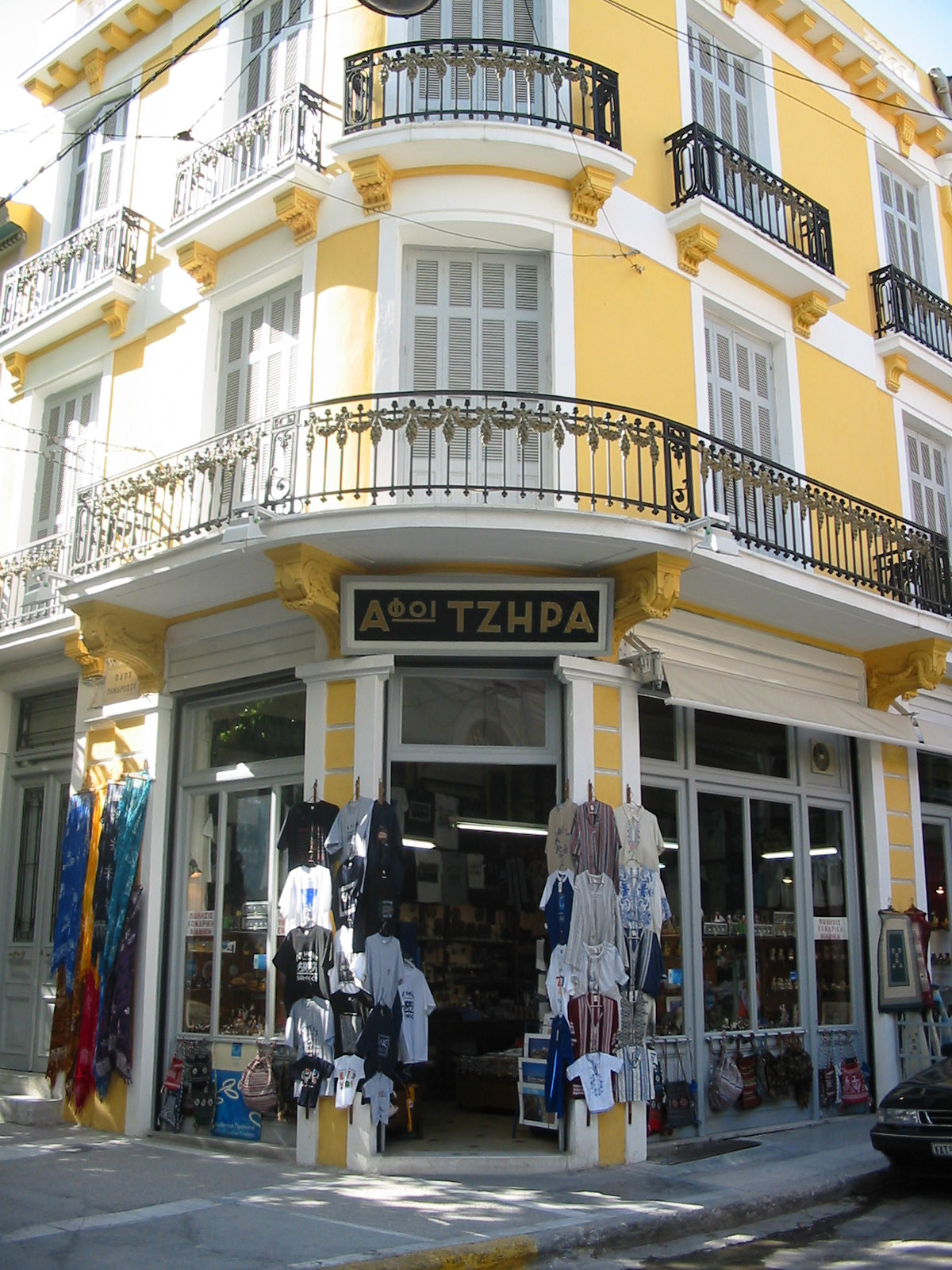
Souveniraffär på Pandrossougatan

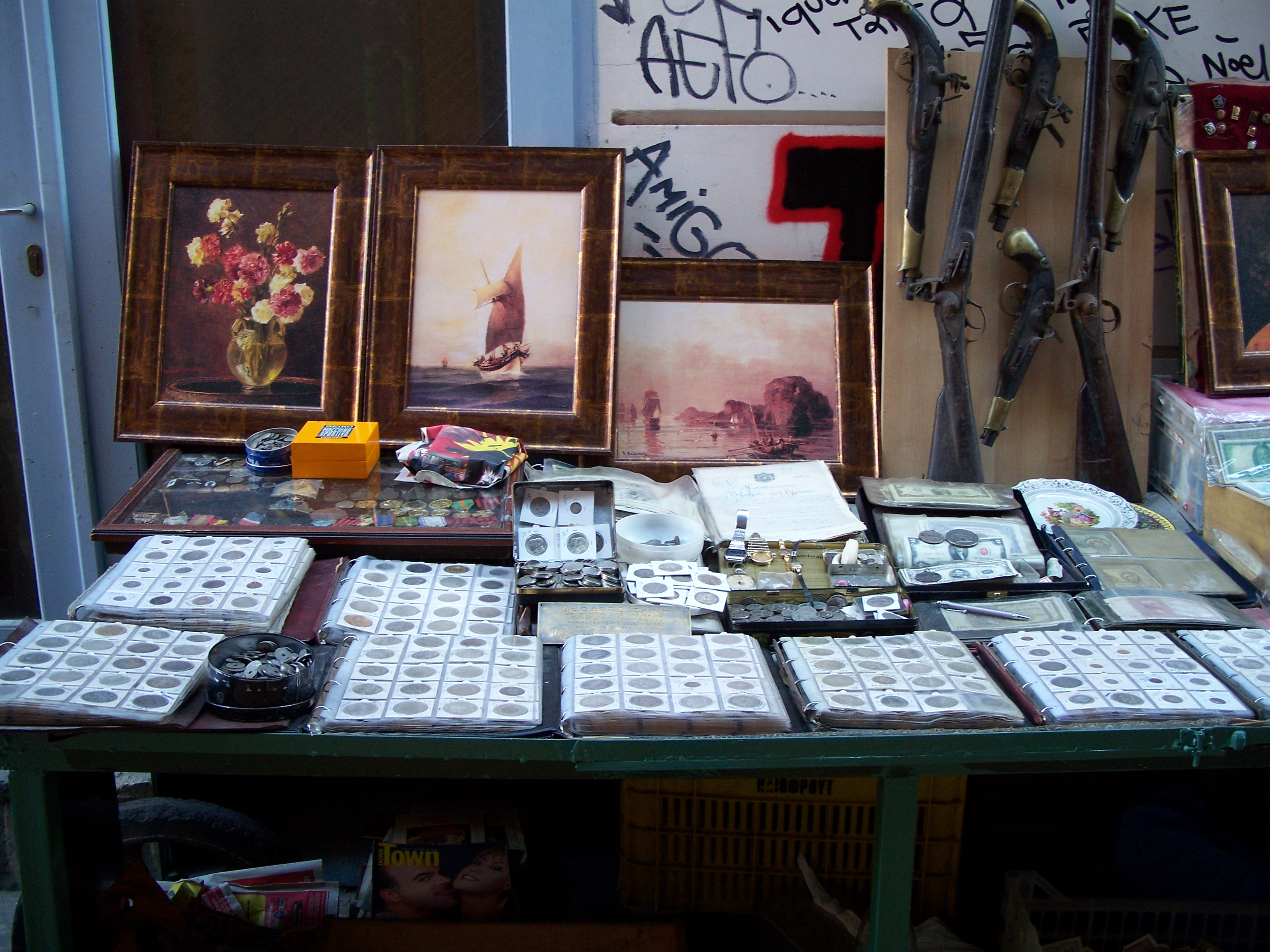
Stånd med mynt och andra samlarsaker.

Monastiraki är en loppmarknad i gamla stan i Aten. Där kan man bland annat köpa souvenirer, antika möbler och mynt. Området är uppkallat efter Monastirakitorget där tunnelbanestationen ligger.